# Niveoscincus
Genre
Niveoscincus est un genre de sauriens de la famille des Scincidae.

## Systématique
Le genre Niveoscincus a été créé en 1990 par Mark Norman Hutchinson (d), Stephen Charles Donnellan (d), Peter Raymond Baverstock (d), Malcolm Krieg (d), Simms (d) et Burgin (d).

## Répartition
Les espèces de ce genre sont endémiques d'Australie.

## Liste des espèces
Selon The Reptile Database (29 octobre 2012) :
- Niveoscincus coventryi (Rawlinson, 1975)
- Niveoscincus greeni (Rawlinson, 1975) - espèce type[2]
- Niveoscincus metallicus (O'shaughnessy, 1874)
- Niveoscincus microlepidotus (O'shaughnessy, 1874)
- Niveoscincus ocellatus (Gray, 1845)
- Niveoscincus orocryptus (Hutchinson, Schwaner & Medlock, 1988)
- Niveoscincus palfreymani (Rawlinson, 1974)
- Niveoscincus pretiosus (O'shaughnessy, 1874)

## Étymologie
Le nom générique, Niveoscincus, dérive du latin nivea, « neige », et de scincus, « scinque » et ce en référence au climat froid où vivent ces espèces de lézards.

## Publication originale
- (en) Mark N. Hutchinson, Stephen C. Donnellan, Peter R. Baverstock, Malcolm Krieg, Sally Simms et Shelley Burgin, « Immunological Relationships and Generic Revision of the Australian Lizards Assigned to the Genus Leiolopisma (Scincidae, Lygosominae) », Australian Journal of Zoology, CSIRO Publishing (d), vol. 38, no 5,‎ 1990, p. 535-554 (ISSN 0004-959X et 1446-5698, DOI 10.1071/ZO9900535, lire en ligne).